# Mały Rozkochów
Mały Rozkochów – część wsi Rozkochów w Polsce położona w województwie małopolskim, w powiecie chrzanowskim, w gminie Babice.
W latach 1975–1998 Mały Rozkochów położony był w województwie katowickim.